# Cunnawarra cassisi
Cunnawarra cassisi is een spinnensoort uit de familie Desidae. De soort komt voor in New South Wales.